# Orthomorpha paviei
Orthomorpha paviei är en mångfotingart som beskrevs av Henri W. Brölemann 1896. Orthomorpha paviei ingår i släktet Orthomorpha och familjen orangeridubbelfotingar. Inga underarter finns listade i Catalogue of Life.